# Виноградное (Ленинский район)
Виногра́дное (до 1948 года Чоку́л ру́сский; укр. Виноградне, крымскотат. Çuqul, Чукъул) — село в Ленинском районе (Автономной) Республики Крым, центр Виноградненского сельского поселения (Виноградненского сельсовета).

## Население
| 2001 | 2014  |
| ---- | ----- |
| 1248 | ↘1044 |

Всеукраинская перепись 2001 года показала следующее распределение по носителям языка
| Язык             | Процент |
| ---------------- | ------- |
| русский          | 44.95   |
| крымскотатарский | 30.13   |
| украинский       | 23.48   |
| другие           | 0.16    |

### Динамика численности
| - 1902 год — 63 чел. - 1904 год — 24 чел. - 1911 год — 94 чел. - 1915 год — 12/53 чел. - 1919 год — 95 чел. - 1926 год — 156 чел. | - 1939 год — 265 чел. - 1989 год — 1213 чел. - 2001 год — 1248 чел. - 2009 год — 1138 чел. - 2014 год — 1044 чел. |

## Современное состояние
На 2017 год в Виноградном числится 9 улиц; на 2009 год, по данным сельсовета, село занимало площадь 157,2 гектара на которой, в 429 дворах, проживало 1138 человек. В селе действует средняя общеобразовательная школа и детский сад «Петушок», сельский Дом культуры, библиотека, амбулатория общей практики семейной медицины, отделение Почты России, храм страстотерпцев Бориса и Глеба. В селе установлен памятник в честь односельчан, погибших в годы Великой Отечественной войны — объект культурного наследия.

## География
Виноградное расположено в северной части района и Керченского полуострова, по левому берегу реки Самарли, на северных отрогах Парпачского хребта, высота центра села над уровнем моря — 34 м. Находится примерно в 12 километрах (по шоссе) на восток от районного центра Ленино, ближайшая железнодорожная станция — Останино (на линии Джанкой — Керчь) — около 7 километров. Транспортное сообщение осуществляется по региональной автодороге 35Н-349 от шоссе «граница с Украиной — Джанкой — Феодосия — Керчь» до Романово (по украинской классификации — С-0-10842).

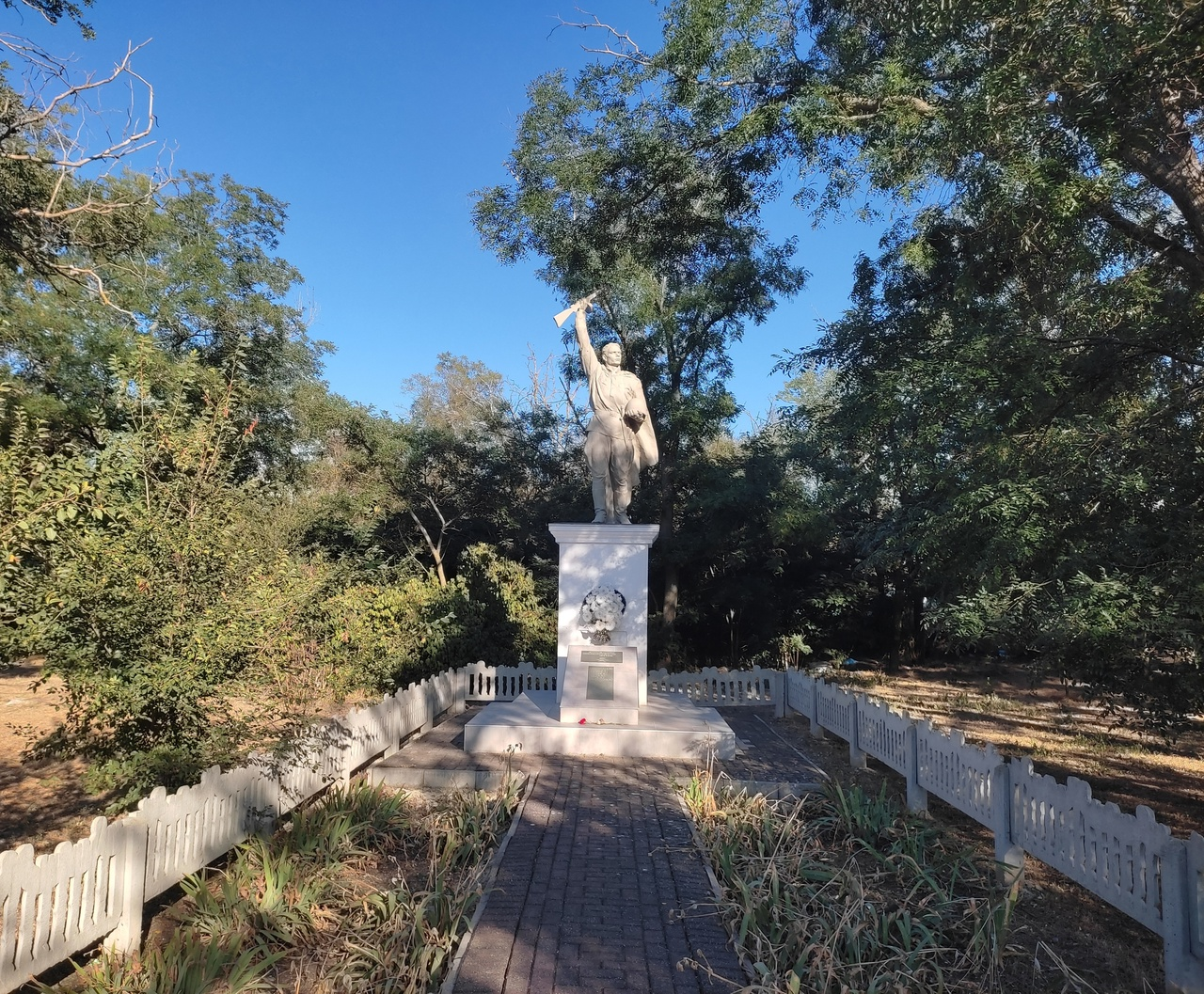
Братская могила советских воинов.
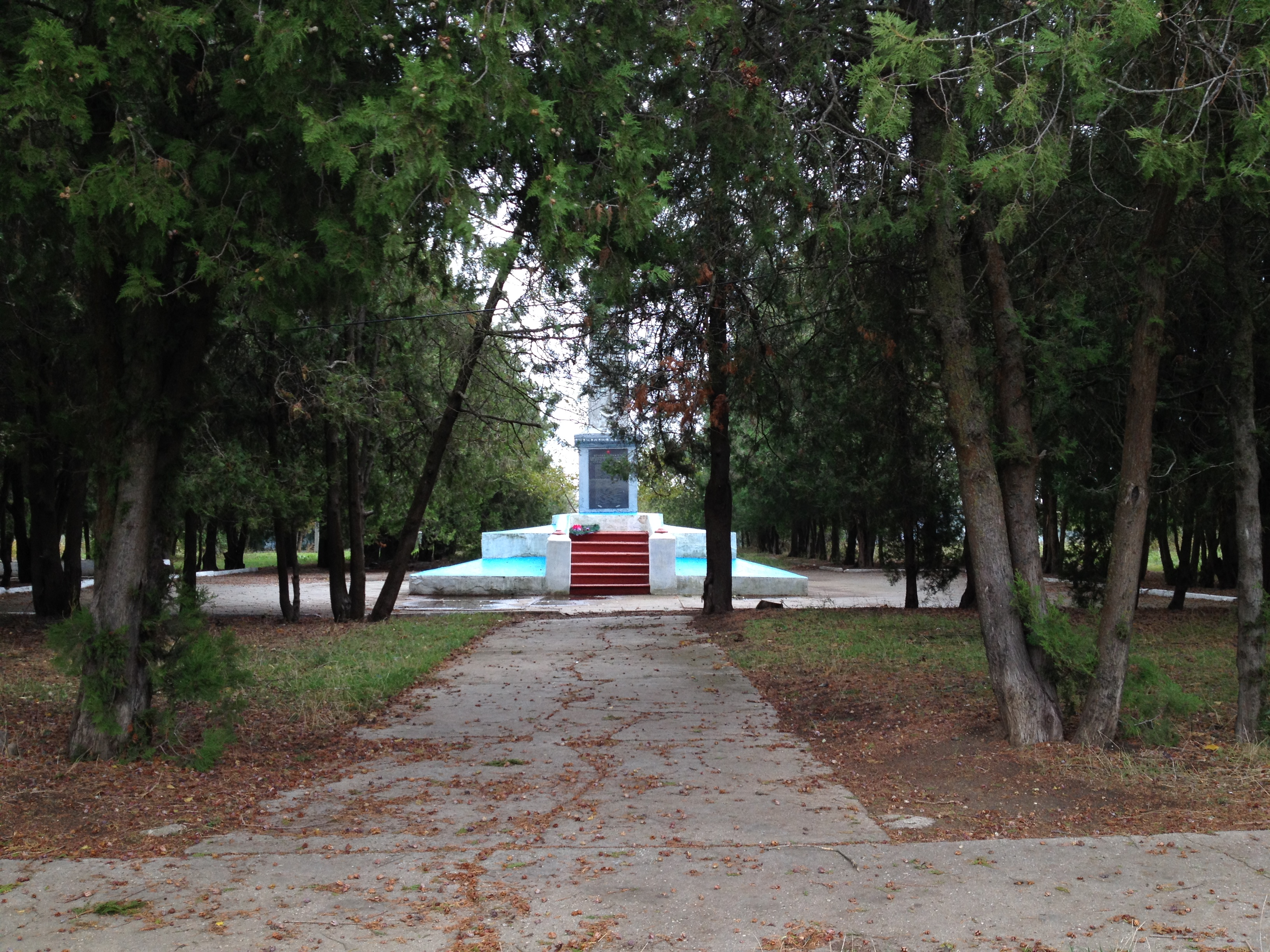
Памятник воинам-односельчанам.

## История
Согласно энциклопедическому словарю «Немцы России», поселение крымских немцев лютеран Чокур (или Чокул, также Шукул) немецкий, на 700 десятинах земли, арендованной неким Рихтером, было основано в Петровской волости Феодосийского уезда в 1890 году. На верстовой карте Крыма 1896 года в колонии Чокул обозначено 9 дворов с немецким населением. По «…Памятной книжке Таврической губернии на 1902 год» в деревне Чокул немецкий, входившей в Ташлыярское сельское общество, числилось 63 жителя в 10 домохозяйствах, в 1904, согласно словарю «Немцы России», жителей было 24 и 94 в 1911 году. На 1914 год в селении действовало немецкое земское училище. По Статистическому справочнику Таврической губернии. Ч.II-я. Статистический очерк, выпуск пятый Феодосийский уезд, 1915 год, в деревне Чокул немецкий (на земле Рихтера А. К.) Петровской волости Феодосийского уезда числилось 13 дворов (все дворы безземельные) с немецким населением в количестве 12 человек приписных жителей и 53 «посторонних», из которых 32 мужчины и 33 женщины. Жители землёй не владели, но за селением числилось 190 десятин земли, в примечении указано, что у Рихтера числилось 2014 десятин земли. В хозяйствах имелось 116 лошадей, 76 волов, 64 коровы и 370 голов овец, свиней, или коз.
После установления в Крыму Советской власти, по постановлению Крымревкома, 25 декабря 1920 года был образован Керченский (степной) уезд, а, постановлением ревкома № 206 «Об изменении административных границ» от 8 января 1921 года была упразднена волостная система и село вошло в состав Петровского района Керченского уезда, а в 1922 году уезды получили название округов. 11 октября 1923 года, согласно постановлению ВЦИК, в административное деление Крымской АССР были внесены изменения, в результате которых округа были отменены, Керченский округ слили с Феодосийским, Петровский район упразднили, влив в Керченский район. Согласно Списку населённых пунктов Крымской АССР по Всесоюзной переписи 17 декабря 1926 года, в селе Чокул (русский), Семи-Колодезянского сельсовета Керченского района, числилось 34 двора, из них 33 крестьянских, население составляло 156 человек (77 мужчин и 79 женщин). В национальном отношении учтено: 30 русских, 91 украинец и 35 немцев. Постановлением ВЦИК «О реорганизации сети районов Крымской АССР» от 30 октября 1930 года (по другим сведениям 15 сентября 1931 года) Керченский район упразднили и село включили в состав Ленинского. На километровой карте Генштаба Красной армии 1941 года в селе Чокул Русский обозначено 38 дворов. По данным всесоюзная перепись населения 1939 года в селе проживало 265 человек.
Вскоре после начала Великой Отечественной войны, 18 августа 1941 года крымские немцы были выселены, сначала в Ставропольский край, а затем в Сибирь и северный Казахстан. В январе — мае 1942 года в районе села шли бои частей 51-й армии Крымского фронта. Погибшие в этих боях были захоронены в братской могиле, над которой в 1967 году был установлен памятник. Взят под охрану решением Крымского облисполкома № 595 от 5 сентября 1969 года, постановлением Совета министров Республики Крым № 627 от 20 декабря 2016 года объявлен памятником культурного наследия регионального значения России.
С 25 июня 1946 года Чокул в составе Крымской области РСФСР. Указом Президиума Верховного Совета РСФСР от 18 мая 1948 года, Чокул русский переименовали в Виноградное. 26 апреля 1954 года Крымская область была передана из состава РСФСР в состав УССР. Время создания сельсовета пока не установлено — на 15 июня 1960 года он уже существовал. На 1968 год (как и на 1974) Виноградное входило в Останинский сельсовет. Согласно справочнику «Города и села Украины. Автономная Республика Крым. Город Севастополь. Историко-краеведческие очерки» центром сельсовета Виноградное вновь стало в 1975 году.
По данным переписи 1989 года в селе проживало 1213 человек. С 12 февраля 1991 года село в восстановленной Крымской АССР, 26 февраля 1992 года переименованной в Автономную Республику Крым. С 21 марта 2014 года в составе Крыма аннексировано Россией.